# レオポルド・ゴドフスキー
レオポルド・ゴドフスキー（英語: Leopold Godowsky；ポーランド語: Leopold Godowski、1870年2月13日 - 1938年11月21日）は、ポーランド（現・リトアニア。当時はロシア帝国）のユダヤ人のピアニスト、作曲家、教師。「ピアニストの中のピアニスト The Pianist of Pianists」と呼ばれる。

## 経歴
出生から修学期

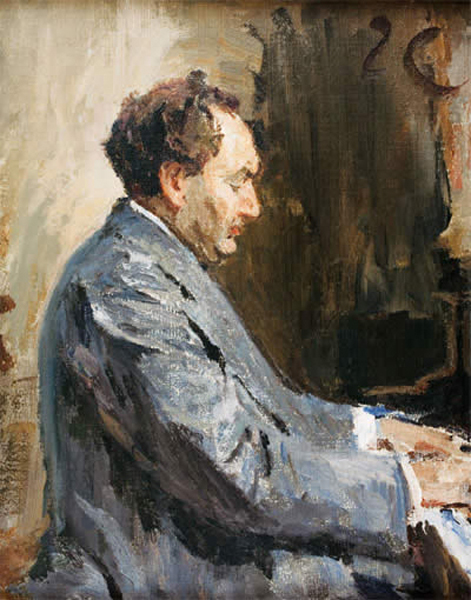
ヤン・ツィオングリンスキー筆によるポートレート(1911年)

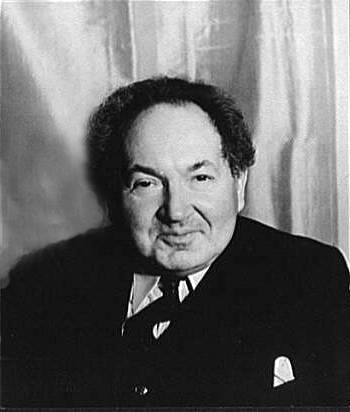
1935年

ゴドフスキーはロシア帝国・ヴィリナ県、現在のリトアニアの首都・ヴィリニュスの近くのジャスレイ（ポーランド語名：ジョシレ (Żośle)）に生まれた。幼少の頃からピアノ演奏と音楽理論のレッスンを受けていた。14歳でベルリン高等音楽院に入学し、エルンスト・ルドルフの下で研鑽を積み始めるも、3ヶ月で退学。それ以外の学校には通っておらず、基本的に独学家であった。
ピアニストとして
コンサート・ピアニストとしての活動を開始したのは、僅か10歳の時であった。1886年、北アメリカの巡回公演後、ヴァイマルにいるフランツ・リストの下で勉強しようと考え、ヨーロッパに戻ったが、直後にリストの死を知り、パリへ向かった。パリで彼は作曲家かつピアニストであったカミーユ・サン＝サーンスと親交を結んだ。サン＝サーンスとの出会いは、ゴドフスキーに当時の優れたフランスの音楽家達と知り合うきっかけを与えた。サン＝サーンスはゴドフスキーを養子にし姓を継いでもらうよう申し入れたが、ゴドフスキーがそれを辞退するとサン＝サーンスは大変不機嫌になったという。
1890年、ゴドフスキーはニューヨーク音楽大学 (New York College of Music。1968年にニューヨーク大学と合併) 教師となった。ニューヨークでフリーダ・サックス(Frieda Saxe)と結婚し、アメリカ合衆国市民権を獲得。1894年にはフィラデルフィアのブロードストリート音楽院(Combs Broad Street Conservatory of Music)、翌年の1895年にはシカゴ音楽院(Chicago Musical College)に転じた。シカゴ音楽院ではピアノ学科学科長となった。大成功に終わった1900年のヨーロッパ巡回公演の際、ベルリンを再び訪れた。そこでの時間は、教育活動と演奏活動の2つで費やされた。1909年から1914年にかけて、ウィーン音楽院のマスタークラスで教えた。
1914年、第一次世界大戦が勃発し、ニューヨークに戻った。ニューヨークにある自宅には当時の著名なピアニストや有名人がしばしば訪れた。特別の仲であったセルゲイ・ラフマニノフからは、“V.R.のポルカ”を献呈されている。演奏・作曲・教育の三本で有名になりすぎたことによる過労が、後の健康状態に深刻な打撃を与えていた。
第一次世界大戦後
終戦を迎えると、ゴドフスキーは演奏活動を再開したが、1930年6月17日、ロンドンでのレコーディング中に脳卒中を起こした。それによって公開演奏の経歴にピリオドを打ち、同時に1929年の暗黒の木曜日で彼が負った莫大な経済的損失を回復させる手立てをも失った。1932年の息子の自殺と1933年の妻の死は、悪化するヨーロッパの政治情勢への彼の絶望と相まり、ゴドフスキーは作曲活動をも止めてしまう。悪化する欧州政情は、ゴドフスキーが構想していた「音楽と音楽家の世界会議」(World Synod of Music and Musicians)や「国際的な音楽教師機関」(International Master Institute of Music)を無に帰した。1938年11月21日、胃癌のためニューヨークで死去。

## 演奏家としてのゴドフスキー

### 演奏スタイル
ダイナミックレンジは狭かったと伝えられるが、一音も弾き逃さない丁寧な演奏であったことは多くのピアニストによって証言された。もともと演奏家としてあがり性であったことなどから、残されている音源からは彼が当代一流であったかどうかを判断するのは難しい。しかし、ブゾーニのような完璧主義者と異なり比較的多くの音源が残された。「気が乗っていないまま」弾いてしまったショパンのソナタ第二番などは、彼本人も不満であった。ショパンの装飾音も勝手にゴドフスキーの手によって直されるなど、20世紀後半以後のショパン演奏とはかなりかけ離れており、後期ロマン派の脚色が入った表現である。

## 作曲家としてのゴドフスキー

### 作品解説
ゴドフスキーは、他の作曲家のピアノ小品に基づくパラフレーズで最もよく知られている。それらの作品は、精巧な対位法的処理、豊かな半音階的和声により極限まで昇華される。この分野でのゴドフスキーの最も有名な作品は『ショパンの練習曲に基づく53の練習曲』だろう。対声部の導入、技巧的パッセージの右手から左手への転換、左手独奏用編曲、2曲の同時演奏など様々な手法を用いて、ゴドフスキーはショパンの27の練習曲をそれぞれ編曲している。
これは現代の辣腕な技巧家にとっても極めて苛酷な曲集であり、今までに全曲録音を行ったピアニストはジョフリー・ダグラス・マッジ、カルロ・グランテ、マルカンドレ・アムラン、エマヌエーレ・デルッキ、コンスタンティン・シチェルバコフの5人。リサイタルで全曲演奏を行ったピアニストは、カルロ・グランテとフランチェスコ・リベッタしかおらず、ゴドフスキーの著作権が切れた現在も全曲演奏の女性の挑戦者は一切存在せず険しい難易度を誇っている。この他に、ミヒャエル・ナナサコフと名づけられたコンピュータ出力による自動演奏の全曲版もある。
オリジナル作品も同様の難しさで、代表作とされる『パッサカリア』、『ジャワ組曲』などの作品も、その超絶技巧故ごく一部のピアニストを除き、ほとんど演奏されることは無かった。僅かに『古きウィーン』などの小品が、ヤッシャ・ハイフェッツによってヴァイオリン用に編曲され、比較的知られ過ぎない状況であった。パッサカリアについて、「これを弾くには手が6本いるよ」といったのはホロヴィッツである。
ゴドフスキーの『ピアノ・ソナタ ホ短調』は、一時期録音が急増した時期があり、アダム・アレクサンダー、ジョフリー・ダグラス・マッジ、マルカンドレ・アムラン、カルロ・グランテ、ミヒャエル・シェーファー、ラディスラフ・ファンツォヴィツ、ベンクト＝オーケ・ルンディン、コンスタンティン・シチェルバコフなど腕自慢のピアニストがこぞって弾いているが、世界初録音はマッジのものである。

### 1980年代後半からの再評価
彼の作曲家および編曲家としての実力は楽壇に不当に無視され、ゴドフスキーの没後50年は「ピアニストの書いた難技巧を伴う程度の作品」という不名誉な位置付けに甘んじた。このことはカールフィッシャー社から出版された全5巻のゴドフスキー選集の完結が2004年であったこと、その選集の中にOperatic MasterpiecesとProgressive Series
が含まれていないことなどに表れている。このOperatic MasterpiecesとProgressive Seriesは、ピアノ教育のためにゴドフスキーが最も熱意を傾けた仕事であった。
ゴドフスキーのピアノ作品はボレットやサパートンによって細々と伝えられているにすぎない状態だった。しかしフズム音楽祭で1980年代後半にアムランが芸術家の生涯を演奏したころから急激に再評価の機運が高まってきた。Danteのゴドフスキー選集はその評価に乗る形でまずマッジが先頭を切って録音したものである。現在はコンスタンチン・シチェルバコフが、ゴドフスキー全集を（いくつかの教育目的の作品を除いて）完成させた。現在は楽譜の入手が容易で個人通販が可能になったことも含め、多くのピアニストがゴドフスキーの演奏を行っているほか、カルロ・グランテも7枚ほどのゴドフスキー選集をリリースしている。

### オリジナル作品
- シューベルトの「未完成交響曲」の冒頭部による44の変奏、カデンツァとフーガ（パッサカリア）
- ピアノソナタ ホ短調（グランド・ソナタ）
- ジャワ組曲
- 4つのピアノのための詩
- 12のヴァイオリンとピアノのための印象
- トリアコンタメロン（30日物語）
- ピアノ4手用の46の作品 Miniatures
- 4分の3拍子による24の性格的小品（仮面舞踏会） Walzermasken

### 編曲作品
- J・S・バッハ 無伴奏ヴァイオリン・ソナタ第1番～第3番のピアノ用編曲
- J・S・バッハ 無伴奏チェロ組曲第2番・第3番・第5番のピアノ用編曲
- ラモー、リュリ、コレッリ、D・スカルラッティ他 ルネサンス 16のバロック編曲集
- シューベルト 楽興の時 第3番の編曲
- ショパンの練習曲に基づく53の練習曲
- フレデリック・ショパン ワルツ第6番変ニ長調「子犬」の編曲
- ショパン ワルツ第9番変イ長調「別れ」の編曲
- ヨハン・シュトラウス2世 「こうもり」の編曲
- ヨハン・シュトラウス2世 「芸術家の生活」の編曲
- サン・サーンス 「白鳥」の編曲
- アルベニス 「タンゴニ長調」の編曲

## 指導学生
- デヴィッド・サパートン
- ゲンリフ・ネイガウス
- ホルヘ・ボレット

## 家族・親族
- 息子：レオポルド・ゴドフスキー2世（Leopold Godowsky Jr.）はヴァイオリニストになったが、友人のピアニスト・レオポルド・マネス（Leopold Mannes）と共にカラー写真の開発に当たり、コダック社の協力により1935年に初の本格的なカラーフィルム｢コダクローム｣を開発した[19]。彼はジョージ・ガーシュウィンの妹フランセス（Frances）と結婚した。

チャップリンとのツーショット、アインシュタインとシェーンベルクとのスリーショットによる写真は、特に有名。

## 関連文献
- John Gillespie, Anna Gillespie. 1995. Notable twentieth-century pianists: a bio-critical sourcebook, Greenwood
- Vai Music: Presenting Francesco Libetta
- Godowsky, Dagmar. 1958. First Person Plural: The Lives of Dagmar Godowsky, p. 35. Viking Press.
- Dubal, David. 2004. The Art of the Piano, p. 130. Cambridge, UK, Amadeus Press.
- Godowsky, Dagmar. 1958. First Person Plural: The Lives of Dagmar Godowsky, p. 34. Viking Press.
- Horowitz, Joseph. 1999. Arrau on music and performance, p. 92. Courier Dover Publications, ISBN 978-0-486-40846-0
- Mitchell, Mark Lindsey. 2000. Virtuosi: A Defense and A (Sometimes Erotic) Celebration of Great Pianists, p. 128. Indiana University Press, ISBN 978-0-253-33757-3
- Schonberg, Harold C.. The Great Pianists, p. 338.
- "Dizionario di musica", di A.Della Corte e G.M.Gatti, Paravia, 1956,pag.261
- Godowsky in: Die Musik in Geschichte und Gegenwart.
- die entsprechende Charakterisierung in: Oehlmann, Werner (Hg.): Reclams Klaviermusikführer, Band II, Von Franz Schubert bis zur Gegenwart, Zweite Auflage, Stuttgart o. J. (Copyright 1973), S. 524.
- Steve Donald Jones: Essay on Leopold Godowsky's 53 Studien über die Etüden von Chopin. Phil. Diss., University of Iowa, 1978.
- Igor Kirpnis, Marc-André Roberge: Godowsky, Leopold. Artikel in: Die Musik in Geschichte und Gegenwart. Zweite, neubearbeitete Ausgabe, Personenteil Band 7, Sp. 1183 f.
- Donald Manildi: Guides to Godowsky. In: Piano & Keyboard, Januar-Februar 1998, S. 40 f.
- Richard McCandless Gipson: The Life of Emma Thursby, 1845-1931. New York 1940.
- Jeremy Nicholas: Godowsky. Ein Pianist für Pianisten – Eine Biografie Leopold Godowskys. Staccato-Verlag, Düsseldorf 2012, ISBN 978-3-932976-50-6.
- Leonard S. Saxe: The published music of Leopold Godowsky, in: Music Library Association Notes, Second Series, Vol. XIV, No. 2, März 1957, S. 165 ff.
- Emerson Withorne: Biographical Sketch. In: Leopold Godowsky: A Night in Spring (Frühlingsnacht), Progressive Series Compositions Catalog No. 1208. Art Publication Society, St. Louis, 1915, S. 1 ff.
- Artis Woodhouse: Godowsky comes of age. In: Piano & Keyboard, Juli–August 1997, S. 31 ff.